# Die Zauberreise in die Ritterzeit
Die Zauberreise in die Ritterzeit oder Die Übermüthigen oder Vergangenheit und Gegenwart ist eine Original-Zauberposse in 3 Aufzügen von Johann Nestroy. Das Stück wurde 1832 verfasst und hatte am 20. Oktober desselben Jahres seine Uraufführung.

## Inhalt
In einem riesigen Brief, an die Fee Gegenwart adressiert, werden Frau von Ducatenstein und Herr von Geldsack ins Feenreich transportiert, wo sie sich über die Verrücktheiten von Polycarpus, Simplicius und Eulalia Sapprawalt beklagen, die nur von der Vergangenheit, der Ritterzeit, schwärmen und die Gegenwart langweilig finden. Die Fee Gegenwart verspricht ihnen, mit Hilfe ihrer Mutter, der Fee Vergangenheit, die drei durch eine Zeitreise zu kurieren. Auch Geldsack will unbedingt dabei mitmachen:
„O, ich bin ein Kerl, der Geld hat, mir ist alles tout mémme, ich fürcht weder die Gegenwart noch die Vergangenheit“
Bei einem Ball im Hause von Polycarpus, wo sich die Schwärmer sogar beim Caressieren langweilen, werden sie durch Zauberei in die Ritterzeit versetzt. Eulalia lässt sich sogleich trotz Geldsacks Protest von Ritter Ottomar auf seine Burg führen, wo er sich als Frauen unterdrückender Grobian herausstellt und Geldsack in den Hungerturm wirft; Simplicius entführt Kunigunde und wird deshalb von Ritter Eichenwald verfolgt; Polycarpus bedrängt stürmisch Hildegardis, die Schwägerin des Ritters Doppelschwerdt. Da auch Eulalia vor Ottomar geflohen ist, belagern alle beleidigten Ritter die Sapprawaltburg und zünden sie an, Polycarpus und Simplicius werden vom Vehmgericht ebenfalls in den Hungerturm verbannt, wo sie gemeinsam mit Geldsack sterben sollen. Als sie dort von der Gegenwart um ihre Meinung zur Vergangenheit befragt werden, versichern sie, für immer von ihrer Schwärmerei geheilt zu sein.
Polycarp und Simplicius: „Wier waren ein paar Eseln.“
Fee Gegenwart: „Seht ihr das ein?“
Polycarp und Simplicius: „Im Hungerthurm sieht man alles ein.“
Reumütig kehren sie zu den ihnen bestimmten Ehepartnern zurück, Simplicius zur fügsamen Petronella („O ja!“) und Eulalia zu Geldsack.

## Werksgeschichte
Da Nestroys neues Stück schon knapp vier Wochen nach der Uraufführung von Der konfuse Zauberer herauskam, ist eine bereits länger zurückliegende Vorarbeit gesichert. Tatsächlich fand die Einreichung des schon seit einem Jahr bestehenden Konzepts bei der Zensurbehörde durch Direktor Carl Carl bereits am 8. Februar 1832 statt (bewilligt wurde das Werk am 5. April 1832).
Eine direkte Vorlage für das Stück konnte bisher nicht festgestellt werden, allerdings waren zauberische Zeitreisen in den damals sogenannten „Besserungsstücken“ ein gerne verwendetes Versatzstück. Ein Beispiel dafür ist 1723, 1823, 1923. Phantastisches Zeitgemälde in 3 Aufzügen von Karl Meisl, im Theatralischen Quodlibet, Pest und Wien 1824, VIII. Band.
Otto Rommel reiht dieses Stück in der Kategorie jener Zauberstücke ein, „in welchen Geister leitend und helfend in das Leben der Menschen eingreifen, so dass die Geisterszenen nur einen Rahmen für die Szenen aus dem realen Leben bilden“ (Zitat). Dazu zählt er auch Der Feenball, Der böse Geist Lumpacivagabundus, Müller, Kohlenbrenner und Sesseltrager, Die Gleichheit der Jahre und Die Familien Zwirn, Knieriem und Leim.
Das Stück erlebte nur fünf Aufführungen, und zwar vom 20. bis zu 24. Oktober 1832, dann wurde es abgesetzt; zwei weitere, ebenfalls ziemlich erfolglose Vorstellungen fanden am 5. und 6. Juni 1836 statt. Dies wird auch als Grund gesehen, dass die im selben Jahr 1832 verfasste Zauberposse Genius, Schuster und Marqueur vom Autor gar nicht erst für die Bühne freigegeben worden war.
Johann Nestroy spielte den Simplicius Sapprawalt, Friedrich Hopp den Polycarpus Sapprawalt – er war für den unpässlich gewordenen Wenzel Scholz eingesprungen; die Rolle der Tochter Eulalia, bei der Premiere von Elise Zöllner wegen Stimmproblemen schlecht gespielt, musste deshalb ab der zweiten Vorstellung mit Eleonore Condorussi besetzt werden (dabei wurden allerdings alle Gesangsstücke der Eulalia gestrichen).
„In der neuen Zauberposse am Theater an der Wien, ‚die Zauberreise in die Ritterzeit‘, hat wegen Heiserkeit der Dem. Zöllner, bey der zweyten Vorstellung Dem. Condorussi die Rolle der Eulalia übernommen, und zur Zufriedenheit durchgeführt, nur mussten die Gesangstücke wegbleiben; dafür legte Hr. Hopp ein gelungenes Liedchen ein.“
Ein eigenhändiges Manuskript Nestroys wurde ursprünglich mit dem (von ihm selbst durchgestrichenen) Titel Die Abentheuer der Verzauberten im Reiche der Vergangenheit versehen und dann auf den heutigen Titel korrigiert. Diese Handschrift enthält die Reinschrift des Textes sowie die gekürzte und umgeänderte Bühnenfassung. Eine weitere Handschrift Nestroys beinhaltet die komplette Vorfassung ohne Titel und Personenverzeichnis.
Eine eigenhändige Partitur von Capellmst. Adolf Müller mit der Ouvertüre und 19 Nummern ist ebenfalls erhalten; sie trägt den Vermerk: „Das erstemal aufgeführt den 20t.Okt:832. im k: k: p: Theater a.d.Wien“.

## Zeitgenössische Kritik
In der zeitgenössischen Kritik wurde allgemein die überhastete Ausführung des Themas bekrittelt, die der Grund für die schwache Aufnahme gewesen sei. Die Kritiker gingen offenbar von der Annahme aus, das Werk wäre innerhalb weniger Wochen hastig hingeschrieben worden. Auch die Parodie des Rittertums wurde teils missverstanden, teils missbilligt.
Die erste Rezension erschien am 22. Oktober 1832 in Adolf Bäuerles Wiener Theaterzeitung und Originalblatt für Kunst, Literatur, Mode und geselliges Leben (25. Jahrgang, Nr. 211, S. 842 f.) von Heinrich Joseph Adami:
„Die Idee, eine das abentheuerliche Leben und Treiben des Ritterthums als die glücklichste Zeit der Welt verehrende Familie durch einen Zauber mit ihren modernen Gedanken und Erfahrungen dahin zu versetzen, und durch die mancherley Widerwärtigkeiten und Bedrängnisse, die ihr in diesem ganz fremden Wirkungskreise aufstossen, wieder mit der Gegenwart zu versöhnen, ist originell und zur wirksamen dramatischen Behandlung geeignet. Die Oberflächlichkeit, womit jedoch der Verfasser dieses herrliche Sujet behandelte, konnte ungeachtet einer Menge gelungener Einzelheiten, dem Ganzen keine allseitige Theilnahme abgewinnen.“
Inhaltlich ähnlich äußerten sich Der Wanderer (23. Oktober, Nr. 297) und die Wiener Zeitschrift für Kunst, Literatur, Theater und Mode (1. November 1832), dies allerdings bereits zu einem Zeitpunkt, wo der Misserfolg schon zu erkennen war.
Beim zweiten Aufführungsversuch, vier Jahre später, schrieb abermals Adami in der Theaterzeitung (7. Juli 1836, Nr. 136, S. 543) und wiederholte seine Argumente, wobei er auf die in der Zwischenzeit qualitativ besser gewordenen Werke Nestroys hinwies und die Zauberreise als Frühwerk abtat:
„[…] eines der frühesten, aber auch schwächsten Erzeugnisse des seitdem durch manche bessere Arbeit beliebt gewordenen Verfassers […]“.
Ähnlich kritisierte auch Der Sammler (12. Juli 1836, Nr. 83, S. 331) die neuerliche Aufführung.

## Text
- Vollständiger Text auf nestroy.at/nestroy-stuecke/15 (abgerufen am 23. Mai 2014)